# ウィキボヤージュ
ウィキボヤージュ（Wikivoyage）は、ボランティア寄稿者によって執筆されるウェブベースの自由な旅行ガイドで、旅先・旅程の案内書である。名称の由来は、文書の修正・加筆をあらゆる利用者で可能にするインターネット・ベースのソフトウェアシステム「Wiki（ウィキ）」と、フランス語で旅を意味する「Voyage（ボヤージュ）」を組み合わせたものである。
このプロジェクトの創始は2006年9月、ドイツの社団法人ウィキボヤージュ協会によるもので、インターネットでの利用は2006年12月10日に可能になった。内容の著作権は、クリエイティブ・コモンズ・表示・継承ライセンスで許諾されており、商用利用も自由、オンライン・オフライン（ダウンロード利用）とも無償である。ただし、旅行会社等による広告の類は、この種の自由事業には有害であるため、排除される。
2012年半ば、ウィキトラベル英語版の管理者と活動中利用者の多くが、ウィキボヤージュ協会のもとへの再統合を模索した。時を同じくして、ウィキメディア財団が旅行ガイド提案を提起し、ウィキボヤージュはウィキメディア財団傘下に入った。

## 歴史

### 開設

ロゴ

ウィキボヤージュの歴史は2004年10月7日まで遡る。この日、のちのウィキボヤージュの管理者・寄稿者の多くが、ウィキトラベル ドイツ語版の制作を開始した。しかし、2006年4月20日、メディアと電子商取引サイトを運営するインターネット・ブランズにより wikitravel.org のドメインが取得されたことによって、失望の淵に追い込まれた。その運営スタイルがドイツの管理者や寄稿者の不満に拍車を掛け、ウィキトラベル事業は分岐することになった。
その後半年をかけ、非営利社団法人ウィキボヤージュ協会が設立・登記された。今度はサーバーのドメイン名も運営者も、自らの所有権のもとに置く形が取られた。2006年12月10日、ウィキトラベル・ドイツ語版からのデータベースをもとに、新プロジェクトはいよいよオンラインに公開された。公開から7ヶ月後には新規記事の割合は4割を占め、10ヶ月後には半数に達した。この時点では網羅性に抜けも見られたものの、エジプトやタイ、スイスといった旅先記事は存在し、旅程トピックにはサイクリングなども既に掲載されていた。
2007年12月10日にはイタリア語版を開始。他の言語版も含め、マルチメディア・データや利用者接続の統合も有効化されていた。
この頃には報道に取り上げられることも多くなり、特にスイスのラジオ局DRS1やチューリッヒのTages-Anzeigerによって貧弱さも含め広く報じられ、プロジェクトは主にドイツとスイスの寄稿者によって支えられることとなる。

### ウィキメディア財団への移住
2012年、ウィキトラベルの所有者であるインターネット・ブランズ社（IB社）への不満から、ウィキトラベルの管理者とビューロクラットの多くが、ウィキトラベル英語版とウィキトラベル・シェアド（Wikitravel Shared）のウィキボヤージュへの移動を決断した。同時に、ウィキメディア財団下での旅行ガイドプロジェクトの新設が提案された。2012年8月2日には、ウィキトラベル全言語版とウィキトラベル・シェアドの内容のフル・データベース・ダンプが作製された（この後、IB社はダンプ機能を停止した）。このダンプデータはウィキボヤージュ英語版ほか各言語版の設立時のデータとして活用される。移住に対するウィキメディア・メタの積極的な提案とウィキボヤージュ理事会の合意を受け、ウィキトラベルの移住とウィキボヤージュ英語版の設立を同時に行う計画がウィキボヤージュ利用者によって立案された。
2012年8月23日にかけて、ウィキメディア財団による旅行ガイド・プロジェクトの新設の是非を問うコメント依頼がウィキメディア・メタのウェブサイトで行われ、結果は賛成540票、反対152票であった。ウィキメディア財団の理事会がプロジェクトを承認し次第、ウィキボヤージュはウィキメディア財団の管理下に置かれ、ウィキボヤージュ・シェアドの内容はウィキメディア・コモンズに統合された。
ウィキトラベル日本語版のユーザー達は前述の動きに同調しなかった。2012年11月28日ウィキメディア・インキュベーターにおいて仮運用が始まり、2020年8月27日に正式にウィキボヤージュ日本語版の運用が開始された。
ウィキメディア財団の傘下に入った時点では、ドイツ語、イタリア語、英語、フランス語、オランダ語、ロシア語、スウェーデン語の7か国語版があった。2013年1月にポルトガル語版とスペイン語版が、同年3月にポーランド語版とルーマニア語版が、4月にヘブライ語とウクライナ語版が、5月にギリシア語版が、8月にベトナム語版が、2014年1月に中国語版が、それぞれ始まった。

## 仕組みと操作

### 操作方式
寄稿しない利用者でも、登録することなくインターネット上で利用できるようにするため、ウィキボヤージュはウィキペディアと同じ自由なソフトウェアMediaWikiを使用している。記事品質の保証は、ウィキペディアと同様に利用者相互の管理を通じて確保される。ウィキペディアと同じソフトウェアを使用することで、ウィキボヤージュの垣根を幾分低くするよう意図されている。

### ライセンス
ウィキボヤージュはGNU フリー文書利用許諾契約書（GFDL）ではなく、クリエイティブ・コモンズ・表示・継承ライセンス（CC BY-SA）を採用している。これは法的な観点において、印刷版の作製を容易にしている。一方、画像などのメディアファイルは、パブリックドメインや様々なライセンス（GNU、クリエイティブ・コモンズ等）で許諾されている。

### 情報の配置
ウィキボヤージュの情報は、百科事典にみられるものより一層構造化された方式で配置されている。あるトピックに関連する記事はMediaWikiソフトウェアのカテゴリ機能によってまとめられ、記事間の地理的な関係はいわゆるパンくずリストによって示される。
また、名前空間によってトピックを分けて所蔵しており、例えば標準名前空間には地理的な階層構造の下に旅先記事を所収している。重要な名前空間としては他にtravel topics名前空間とtravel news名前空間があり、旅先記事とトピックの関連性を強めている。
内容のデザインの決定は協会によってではなく、寄稿者の共同体の合意によって決定されており、言語版によって大きくデザインが異なる。

## 頒布
ウィキボヤージュのミラー配信ほか近代的なメディア手法による頒布は合法であり、歓迎される。したがって、ウィキボヤージュは毎週のペースで最新のアーカイブを提供している。このアーカイブが含まれるファイルには、作者の帰属等、ライセンス要件を法的に満たすために必要な全情報が添付して提供されている。画像の作者に言及するプログラムに関する技術的な拡張機能は準備中である。
クリエイティブ・コモンズ 表示-継承ライセンスのもとで提供されているのは、ライセンス条項の全文を添付する義務をなくし、作者に言及するだけで頒布できるようにすることを意図されてのものである。